# 박성균 (배우)
박성균(1972년 10월 21일~)은 대한민국의 단역전문 배우다.

## 학력
- 인천대학교 문화대학원 문화학 석사

## 출연작

### 드라마 & 시트콤
- 《해신》 (2004년, KBS2)
- 《영웅시대》 (2004년, MBC)
- 《불멸의 이순신》 (2004년, KBS1)
- 《하늘이시여》 (2005년, SBS)
- 《프라하의 연인》 (2005년, SBS)
- 《서동요》(2005년, SBS)
- 《내 이름은 김삼순》 (2005년, MBC) - 요리사 1 역
- 《MBC 베스트극장 - 태릉선수촌》(2005년, MBC)
- 《MBC 베스트극장 - 메이, 준》 (2005년, MBC)
- 《주몽》(2006년~2007년, MBC)
- 《대조영》(2006년, KBS1)
- 《환상의 커플》 (2006년, MBC) - 해양경찰 역
- 《사랑도 미움도》 (2006년, SBS)
- 《하얀거탑》(2007년, MBC)
- 《헬로! 애기씨》 (2007년, KBS2) - 사진작가 역
- 《커피프린스 1호점》 (2007년, MBC) - 심사위원 역
- 《문희》(2007년, MBC)
- 《칼잡이 오수정》 (2007년, SBS) - 기자 역
- 《이산》(2007년~2008년, MBC)
- 《로비스트》 (2007년, SBS)
- 《엄마가 뿔났다》 (2008년, KBS2)
- 《가문의 영광》 (2008년, SBS) - 사학과 조교 역
- 《하얀 거짓말》 (2008년, MBC) - 최 변호사 역
- 《남자 이야기》 (2009년, KBS2)
- 《수상한 삼형제》 (2009년, KBS2)
- 《선덕여왕》 (2009년, MBC) - 병사 역
- 《장화홍련》 (2009년, KBS2) - 입양기관 면접관 역
- 《찬란한 유산》 (2009년, SBS) - 호텔 관계자 역
- 《시티홀》(2009년, SBS) - 선거관리위원회 직원 역
- 《천사의 유혹》 (2009년, SBS) - 형사 역
- 《카인과 아벨》 (2009년, SBS) - 병원 직원 역
- 《하자전담반 제로》 (2009년, MBC Every1) - 컨설팅매니저 역
- 《미남이시네요》 (2009년, SBS) - 방송 리포터 역
- 《산부인과》 (2010년, SBS) - 산부인과 의사 역
- 《자이언트》 (2010년, SBS)
- 《추노》 (2010년, KBS2)
- 《웃어라 동해야》 (2010년~2011년, KBS1)
- 《대물》(2010년, SBS)
- 《검사 프린세스》 (2010년, SBS) - 변호사 역
- 《나쁜 남자》 (2010년, SBS) - 의사 역
- 《동이》(2010년, MBC) - 장희재 수하 역
- 《몽땅 내 사랑》 (2010년~2011년, MBC)
- 《KBS 드라마 스페셜 연작 시리즈 - 특별수사대 MSS》(2011년, KBS1)
- 《짝패》(2011년, MBC)
- 《강력반》 (2011년, KBS2) - 기자 역
- 《내게 거짓말을 해봐》 (2011년, SBS) - 의사 역
- 《시티헌터》 (2011년, SBS) - 기자 역
- 《천 번의 입맞춤》 (2011년, MBC)
- 《보스를 지켜라》 (2011년, SBS) - 기자 역
- 《로열 패밀리》(2011년, MBC)
- 《애정만만세》 (2011년~2012년, MBC) - 직원 역
- 《공주의 남자》 (2011년, KBS2)
- 《오작교 형제들》 (2011년, KBS2) - 황태범의 선배 역
- 《브레인》(2011년, KBS2)
- 《특수사건 전담반 TEN》 (2011년, OCN) - 산림청 직원 역
- 《넝쿨째 굴러온 당신》 (2012년, KBS2) - 입양기관 담당자 역
- 《신들의 만찬》 (2012년, MBC) - 기자 역
- 《옥탑방 왕세자》 (2012년, SBS) - 유전자검사센터 관계자 역
- 《추적자 THE CHASER》(2012년, SBS) - 기자 역
- 《적도의 남자》 (2012년, KBS2) - 공익광고 연출자 역
- 《신사의 품격》 (2012년, SBS) - 기자 역
- 《유령》 (2012년, SBS) - 인터넷진흥원 직원 역
- 《빅》 (2012년, KBS2) - 의사 역
- 《신의》 (2012년, SBS)
- 《별도 달도 따줄게》 (2012년, KBS1)
- 《대풍수》 (2012년~2013년, SBS)
- 《그래도 당신》 (2012년, SBS)
- 《다섯 손가락》 (2012년, SBS)
- 《드라마의 제왕》 (2012년, SBS) - 박 기자 역
- 《마의》 (2012년~2013년, MBC)
- 《내 딸 서영이》 (2012년, KBS2)
- 《오자룡이 간다》 (2012년, MBC)
- 《응답하라 1997》 (2012년, tvN) - 의사 역
- 《보고싶다》 (2012년, MBC) - 경찰서 CCTV 담당 경찰 역
- 《학교 2013》 (2012년, KBS2) - 레스토랑 매니저 역
- 《KBS 드라마 스페셜 - 또 한번의 웨딩》 (2012년, KBS2) - 쥬얼리 매장 직원 역
- 《백년의 유산》 (2013년, MBC) - 의사 역
- 《궁중잔혹사 꽃들의 전쟁》(2013년, JTBC)
- 《여왕의 교실》 (2013년, MBC) - 태성 부 역
- 《스캔들: 매우 충격적이고 부도덕한 사건》 (2013년, MBC)
- 《후아유》(2013년, tvN) - 의사 역
- 《그녀의 신화》 (2013년, JTBC) - 런칭장소 '자스민'의 담당 직원 역
- 《투윅스》 (2013년, MBC) - 기자 역
- 《비밀》 (2013년, KBS2) - 의사 역
- 《별에서 온 그대》 (2013년~2014년, SBS) - 한서진의 지인 역
- 《왔다! 장보리》 (2014년, MBC) - 오 비서 역
- 《닥터 이방인》 (2014년, SBS) - 기자 역
- 《트로트의 연인》 (2014년, KBS2) - PD 역
- 《조선 총잡이》 (2014년, KBS2) - 한조를 만나러 온 남자 역
- 《괜찮아, 사랑이야》 (2014년, SBS) - 검사 역
- 《나쁜 녀석들》 (2014년, OCN) - 징계위원회 간부 역
- 《미생》(2014년, tvN)
- 《전설의 마녀》 (2014년~2015년) - 은행원 역
- 《여왕의 꽃》 (2015년, MBC)
- 《가족을 지켜라》 (2015년, KBS1)
- 《징비록》(2015년, KBS1) - 사용재 역
- 《오 나의 귀신님》 (2015년, tvN) - 의사 역
- 《내 마음의 꽃비》 (2016년, KBS1)
- 《옥중화》 (2016년, MBC)
- 《싸우자 귀신아》 (2016년, tvN)
- 《구르미 그린 달빛》 (2016년, KBS2)
- 《몬스터》 (2016년, MBC)
- 《신데렐라와 네 명의 기사》 (2016년, tvN)
- 《월계수 양복점 신사들》(2016년, KBS2)
- 《별난가족》 (2016년, KBS2)
- 《황금주머니》 (2016년, MBC)
- 《질투의 화신》 (2016년, SBS)
- 《역적 : 백성을 훔친 도적》 (2016년, MBC)
- 《사임당, 빛의 일기》(2017년, SBS)
- 《그 여자의 바다》 (2017년, KBS2)
- 《도둑놈, 도둑님》 (2017년, MBC)
- 《파수꾼》(2017년, MBC)
- 《듀얼》(2017년, OCN)
- 《비밀의 숲》 (2017년, tvN)
- 《품위있는 그녀》 (2017년, JTBC)
- 《조작》(2017년, SBS)
- 《더 패키지》 (2017년, JTBC)
- 《밥상 차리는 남자》 (2017년, MBC)
- 《돈꽃》 (2017년, MBC)
- 《너의 등짝에 스매싱》(2017년, TV조선) - 장도연의 형부 역
- 《꽃 피어라 달순아!》(2017년, KBS2)
- 《브라보 마이 라이프》 (2017년~2018년, SBS)
- 《쇼트》(2018년, OCN)
- 《시를 잊은 그대에게》(2018년, tvN)
- 《파도야 파도야》 (2018년, KBS2)
- 《내일도 맑음》 (2018년, KBS1) - 김대표 역
- 《무법 변호사》 (2018년, tvN)
- 《러블리 호러블리》 (2018년, KBS2)
- 《아는 와이프》 (2018년, tvN)
- 《하나뿐인 내 편》 (2018년, KBS2) - 레스토랑 점장 역
- 《오늘의 탐정》 (2018년, KBS2)
- 《비켜라 운명아》 (2018년, KBS1) - 한만석의 비서 역
- 《최고의 치킨》 (2019년, MBN & 드라맥스)
- 《으라차차 와이키키 2》(2019년, JTBC)
- 《보이스 3》 (2019년, OCN)
- 《저스티스》 (2019년, KBS2)
- 《꽃길만 걸어요》 (2019년, KBS1) - 화도유통 사장 역
- 《비밀의 남자》 (2020년, KBS2) - 한유라 담당 의사 역
- 《마녀의 게임》 (2022년, MBC) -  윤성균 검사 역

### 영화
- 《달콤한 인생》(2005년) - 백어깨 역
- 《1번가의 기적》(2007년) - 다단계 강사 역
- 《내 여자의 남자친구》(2007년) - 동창 역
- 《좋은 놈, 나쁜 놈, 이상한 놈》(2008년) - 삼국파 역
- 《전설의 주먹》(2013년) - 사당고 동창회장 역
- 《특종: 량첸살인기》(2015년) - CNBS 앵커 1 역
- 《고산자, 대동여지도》(2016년) - 지원대 1 역
- 《더 킹》(2017년) - 남 아나운서 역
- 《공조》(2017년) - 뉴스앵커 남 역